# Elvis lebt

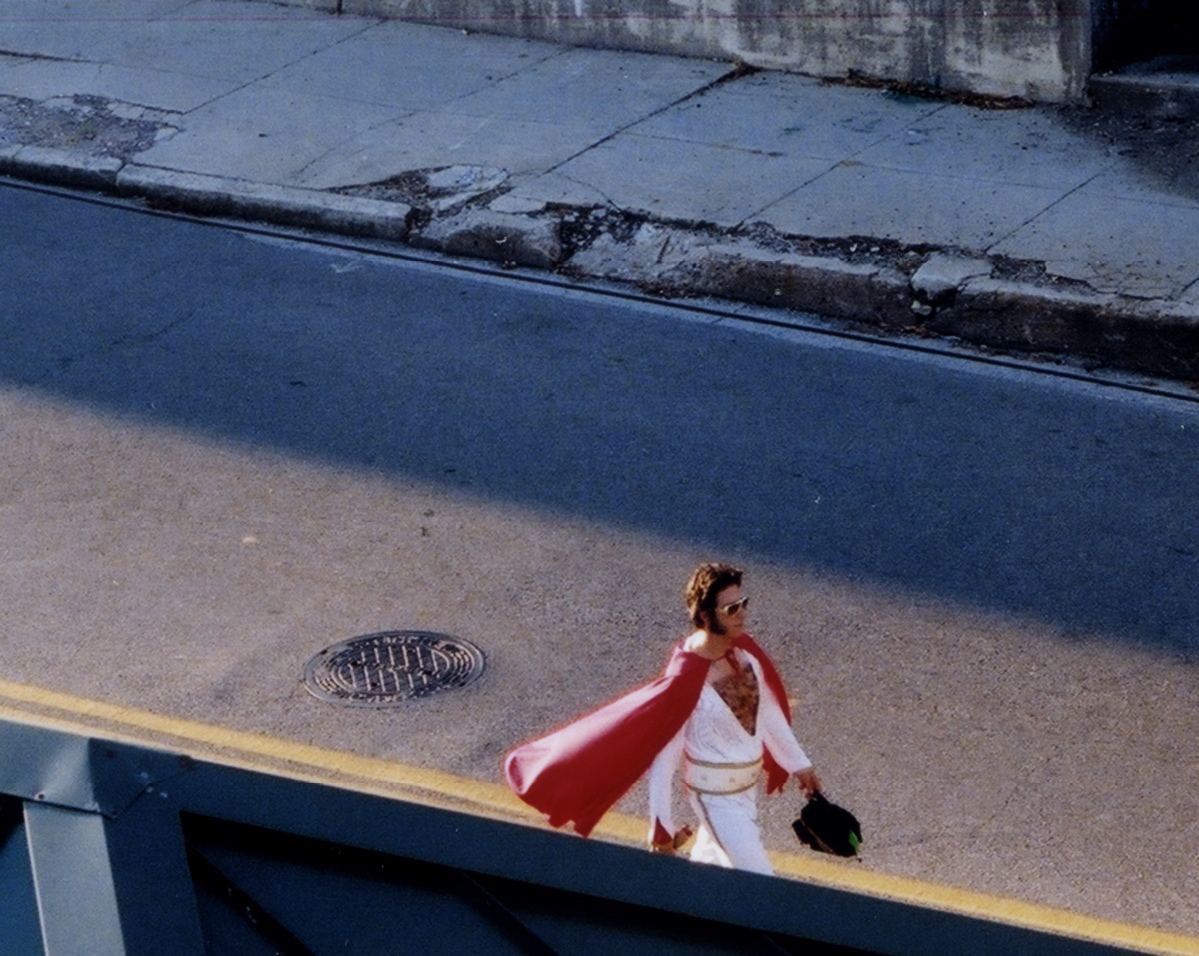
Man im Elvis Presley-Kostüm während der Tribute Week in Memphis, Tennessee.

Elvis lebt ist ein bekannter Ausspruch, der sich auf den Rocksänger Elvis Presley bezieht.

## Ursprung und Verwendung
Die Redewendung bezieht sich zum einen auf Gerüchte nach Elvis Presleys Tod, dieser würde noch leben. Ernsthafte Verwendung fand der Begriff zum anderen unter Anhängern, die mit ihm in erster Linie ihre Treue zu ihrem Idol über den Tod hinaus ausdrückten. Autoren und Journalisten titelten auch schon früh entsprechend Bücher und Artikel über Presley.
Die enorme Verbreitung des Ausspruchs in zahlreichen Medien geht aber auf die Titelstory I’ve seen Elvis in the flesh! („Ich habe Elvis leibhaftig gesehen!“) des US-amerikanischen Periodikums Weekly World News aus dem Sommer 1988 zurück. Im Zentrum der Geschichte stand eine Hausfrau aus Michigan, die Presley angeblich über ein Jahrzehnt nach seinem Tod bei einer Burger-King-Filiale in Kalamazoo traf. Die betreffende Ausgabe verkaufte sich 1,2 Millionen Mal und wurde damit zur bestverkauften in der Geschichte des Blattes. Erst aus dieser Bedeutung heraus hat sich „Elvis lebt“ später zu einem geflügelten Wort entwickelt, mit dem unglaubliche und unrealistische Dinge kommentiert werden.
Darüber hinaus findet der Ausspruch auch Verwendung in Bezug auf das vielschichtige Nachleben Presleys, vor allem als über den Tod hinaus kommerzialisierte Ikone der Popkultur.

## Komödien
In den letzten Jahren ist der Ausspruch auch für Komödientitel verwendet worden: das Schauspiel Elvis lebt. Und Schmidt kann es beweisen (2007) von Harald Schmidt oder die Filmkomödie Elvis is Alive (2001) von Don Murray. Elvis lebt ist auch der humorig zu verstehende Titel einer Tatortfolge von Felix Mitterer aus dem Jahr 2002. Dabei wurde der authentische Fall des Wilderers Pius Walder mit viel sarkastischem Humor in einen Kriminalfilm umgesetzt. 
In der US-amerikanischen Fernsehserie ALF von 1989 zieht in der Episode Ich und der King (Staffel 3, Folge 15) ein Mann namens Aaron King in die Nachbarschaft. Alf, der in dieser Folge zahlreiche Klatschmagazine vom Format WWN konsumiert, ist davon überzeugt, dass der Mann Elvis Presley ist und stalkt ihn. Ob es sich bei dem Mann tatsächlich um Elvis Presley handelt, wird dabei nicht zweifelsfrei geklärt, weil ein Gespräch zwischen ihm und Alf sich als Traum herausstellt und er kurze Zeit später wieder auszieht.
In der SWR3-Radio-Comedy Taxi Sharia endet jede Folge mit dem Running Gag, dass der (immer gleiche) Fahrgast am Ende des Sketches mit dem Taxi nach Memphis „entführt“ wird, weil der Taxifahrer der Ansicht ist, dass „Elvis lebt“ und er dies damit beweisen könne.
Auch die US-amerikanische Horror-Komödie Bubba Ho-Tep basiert auf der Idee, dass Elvis noch lebt und seine letzten Tage in einem Altersheim verbringt.
Der Ausspruch "The King lives!" ziert den Wagen eines Elvis-Imitators im US-amerikanischen Thriller Kopfüber in die Nacht.